# Belobackenbardia freidbergi
Belobackenbardia freidbergi är en tvåvingeart som beskrevs av Shatalkin 2001. Belobackenbardia freidbergi ingår i släktet Belobackenbardia och familjen rotflugor.
Artens utbredningsområde är Etiopien. Inga underarter finns listade i Catalogue of Life.